# Vollständiger Kapitalmarkt
Ein vollständiger Kapitalmarkt (englisch complete market) ist in der Finanzmarkttheorie ein Kapitalmarkt, auf dem jeder beliebige Zahlungsstrom dupliziert werden kann.

## Allgemeines
Duplizierbarkeit bedeutet, dass unterschiedliche Handelsobjekte absolut identische Zahlungsströme aufweisen oder die aus Investitionen resultierenden Zahlungsströme auch durch ein die Investition substituierendes Wertpapierportfolio identisch abgebildet werden können. Die Investition wird auf dem Investitionsgütermarkt nachgefragt, die ersatzweise Duplizierung erfordert ein entsprechendes Kapitalangebot auf dem Kapitalmarkt. 
Vereinfachend ist der vollständige Kapitalmarkt ein Finanzmarkt, auf dem jeder beliebige Zahlungsstrom gehandelt werden kann. Der vollständige Kapitalmarkt ist eine sehr restriktive Annahme, die, beispielsweise im Vergleich zur Arbitragefreiheitsbedingung, keine klare ökonomische Rechtfertigung besitzt. 
Das Konzept des vollständigen Marktes tauchte erstmals im Arrow-Debreu-Gleichgewichtsmodell auf.

## Marktstruktur
Zunächst ist zwischen dem vollkommenen und dem unvollkommenen Kapitalmarkt zu unterscheiden. Auf dem  vollkommenen Kapitalmarkt sind sowohl Entscheidungen unter Sicherheit als auch Entscheidungen unter Unsicherheit im Hinblick auf künftige Zahlungsströme möglich. Unsicherheit betrifft ausschließlich die Teilmärkte des vollständigen und unvollständigen Kapitalmarkts:
```
                        ┌─────────────────────────────────────────────┐
   
vollkommener Kapitalmarkt
                         
unvollkommener Kapitalmarkt
  
           ┌────────────┴────────────┐                                                                        
   
Sicherheit
                  
Unsicherheit
             
        ┌──┴──┐             ┌────────┴────────┐     
   
Fisher-Separation
  vollständiger   unvollständiger
                       Kapitalmarkt    Kapitalmarkt
             <━━━━━━━>               ┌────────┴────────┐     
                       <━━━━━   Competitivity-  Spanning-        ━━━━━>                     
                       erfüllt  Bedingung       Bedingung     nicht erfüllt
```

Die Spanning- und Competitivity-Bedingung gehören zum unvollständigen Kapitalmarkt.

## Inhalt
Wichtige Grundlage für den vollständigen Kapitalmarkt ist der Begriff des Umweltzustandes. Im einfachsten Fall unterscheiden sich diese Zustände nur durch ihre Auszahlung (englisch returns). Hängt die Definition der Zustände hingegen von privater Information ab, führt dies zu Problemen wie adverser Selektion und Moral Hazard.
Unter Sicherheit ist ein Kapitalmarkt vollständig, wenn es für jeden zukünftigen Zeitpunkt ein Wertpapier gibt, das in genau diesem Zeitpunkt genau eine Geldeinheit auszahlt. Unter Unsicherheit bedeutet dies, dass es zu jedem möglichen zukünftigen Umweltzustand ein Wertpapier gibt, das in genau diesem Umweltzustand genau eine Geldeinheit auszahlt. Für die Vollständigkeit eines Kapitalmarktes ist eine enorme Anzahl verschiedener Wertpapiere erforderlich (daher sind reale Wertpapiermärkte nicht vollständig). In der Realität ist daher ein kontinuierlicher Wertpapierhandel erforderlich (wobei auch die auf dem kontinuierlichen Kapitalmarkt gehandelten Wertpapiere bestimmten Bedingungen, wie minimale Laufzeit und minimale Anzahl genügen müssen).
Für jeden möglichen Zustand und Zeitpunkt soll also ein zustandsabhängiger Finanzkontrakt zu einem gegebenen Preis abschließbar sein (englisch simple security). Oder es besteht für die Anleger die Möglichkeit, sich diese einfachen Wertpapiere durch geeignete Kombinationen von anderen vorhandenen Wertpapieren implizit zu schaffen. Ein Markt wäre demnach unvollständig, wenn durch Kombination der möglichen Finanztitel nicht alle möglichen Risiko-Rendite-Verbindungen verwirklicht werden können.
Auf einem vollständigen Kapitalmarkt können alle denkbaren zeit- und zustandabhängigen Zahlungsströme erworben werden.
Anders ausgedrückt bedeutet Vollständigkeit hier, dass Agenten jeden möglichen Umweltzustand versichern können. Sie können also Vermögenswerte derart handeln, dass sich die Rückzahlung (englisch payoff) in einem Zustand verändert, ohne Payoffs anderer Zustände zu beeinflussen.

## Mathematische Definition
Ein Modell-Kapitalmarkt {\displaystyle K} gilt als vollständig, wenn es genau so viele Finanzierungstitel mit linear unabhängigen Zahlungsvektoren gibt wie zukünftige Umweltzustände. Für jeden Zahlungsvektor {\displaystyle (D_{1},\dots ,D_{M})} gibt es ein Portfolio von gehandelten Wertpapieren {\displaystyle (n_{1},\dots ,n_{N})}, die einen Zahlungsstrom von {\displaystyle D_{j}} im Zustand {\displaystyle j\in [1,\dots ,M]} haben. Dann bedeutet Vollständigkeit:
{\displaystyle {\boldsymbol {nD\equiv D}}\quad \sum n_{j}D_{ij}=D_{j},}
{\displaystyle j\in [1,\dots ,M]} has a solution {\displaystyle {\boldsymbol {n}}\in \mathbf {R} ^{N}}
for any {\displaystyle D\in \mathbf {R} ^{M}}.
Betrachtet man die Menge aller Zahlungsvektoren als Vektorraum, so ist der betrachtete Kapitalmarkt dann vollständig, wenn die Anzahl der zukünftigen Umweltzustände gleich der Dimension des Vektorraums, also der Länge einer jeden Basis dieses Vektorraums ist beziehungsweise der Rang der Matrizen gleich ist: {\displaystyle {\boldsymbol {D}}\equiv M}.

## Eigenschaften
Auf einem vollständigen Kapitalmarkt kann jeder beliebige zukünftige Zahlungsstrom als Linearkombination von bestehenden Zahlungsströmen (z. B. aus der Basis des Zahlungsvektor-Vektorraums dieses Kapitalmarkts) erzeugt werden. Eine solche Linearkombination von Zahlungsströmen in Form von Linearkombination von Finanzierungstiteln heißt üblicherweise Portfolio.
Insbesondere gibt es ein Portfolio, dass zustand-kontingente Cashflows in Form von Arrow-Debreau-Sicherheiten (vgl. Arrow-Debreu-Gleichgewichtsmodell) generiert. Eine AD-Sicherheit hat eine fixe Auszahlung von einer Einheit in einem spezifischen Zustand und keine Auszahlung in allen übrigen Zuständen. Die AD-Sicherheiten werden auch englisch state security, pure security, state contingent claim genannt.
Ist ein Modell-Kapitalmarkt vollständig, so sind die Gleichgewichtsallokationen Pareto-optimal. Auf vollständigen Kapitalmärkten gilt, dass das Finanzmarktgleichgewicht und das allgemeine Gleichgewicht identisch und Pareto-optimal sind. 

## Wirtschaftliche Aspekte
Werden sowohl die Competitivity- als auch die Spanning-Bedingung erfüllt, so liegt ein vollständiger Kapitalmarkt vor, auf dem von den Marktteilnehmern Marktwertmaximierung betrieben werden kann. Der vollständige Kapitalmarkt umfasst in diesem Falle auch die Fisher-Separation. Werden beide Bedingungen nicht erfüllt, liegt ein unvollkommener und unvollständiger Kapitalmarkt vor, auf welchem das Kapitalangebot kein eindeutig präferiertes Ziel verfolgt. Problematisch ist die Auffassung von Breid, der die Vollständigkeit der Finanzmärkte nur bei vollkommenen Märkten unter Unsicherheit behandelt. Die Vollkommenheitsprämisse impliziert jedoch Wolfgang Breuer zufolge grundsätzlich eine Vollständigkeit des Marktes. Bei einem unvollkommenen und unvollständigen Kapitalmarkt kann Marktwertmaximierung erreicht werden, wenn die Competivity-Bedingung und die Spanning-Bedingung erfüllt werden.
Die Spanning-Bedingung ist nur auf dem unvollständigen Kapitalmarkt vorhanden, im vollständigen ist sie wegen universeller Duplizierbarkeit zwingend erfüllt. Bei einem vollständigen Kapitalmarkt kann jeder beliebige Zahlungsstrom gehandelt werden und jeder mit einer Investition verbundene Zahlungsstrom mit den auf dem Kapitalmarkt gehandelten Wertpapieren dupliziert werden. Sind auf dem unvollständigen Kapitalmarkt sowohl die Competitivity- als auch die Spanning-Bedingung erfüllt, kann das Unternehmensziel der Marktwertmaximierung erreicht werden.